# إد مكمولين
إد مكمولين (بالإنجليزية: Ed McMullen) هو دبلوماسي أمريكي، ولد في 1 مايو 1964.